# Peter J. Liacouras
Peter James Liacouras (9 de abril de 1931-12 de mayo de 2016) fue un académico, decano y profesor estadounidense.
Presidente de la Universidad de Temple en Filadelfia desde 1981-2000 y decano de la Facultad de Derecho de la Universidad de Temple (1972-1982). Fue canciller de la Universidad de Temple hasta su retiro en 2000. 
Liacouras estaba activo en la política local de Filadelfia, por lo general de locales de apoyo Democrática dirigentes del Partido. Su administración se incluye con frecuencia las personas en puestos ejecutivos y de personal que sacó del local y los círculos parlamentarios del estado. Sin embargo, no gozaba de una buena relación con el concejal de distrito que representan el área de Temple principal del campus, John F. Street (más tarde elegido alcalde de Filadelfia), y la calle de desarrollo sostenido de la arena hasta que se hicieron concesiones para la incubación de empresas locales. Estudió en la Universidad Drexel.